# Canal de la Sauldre

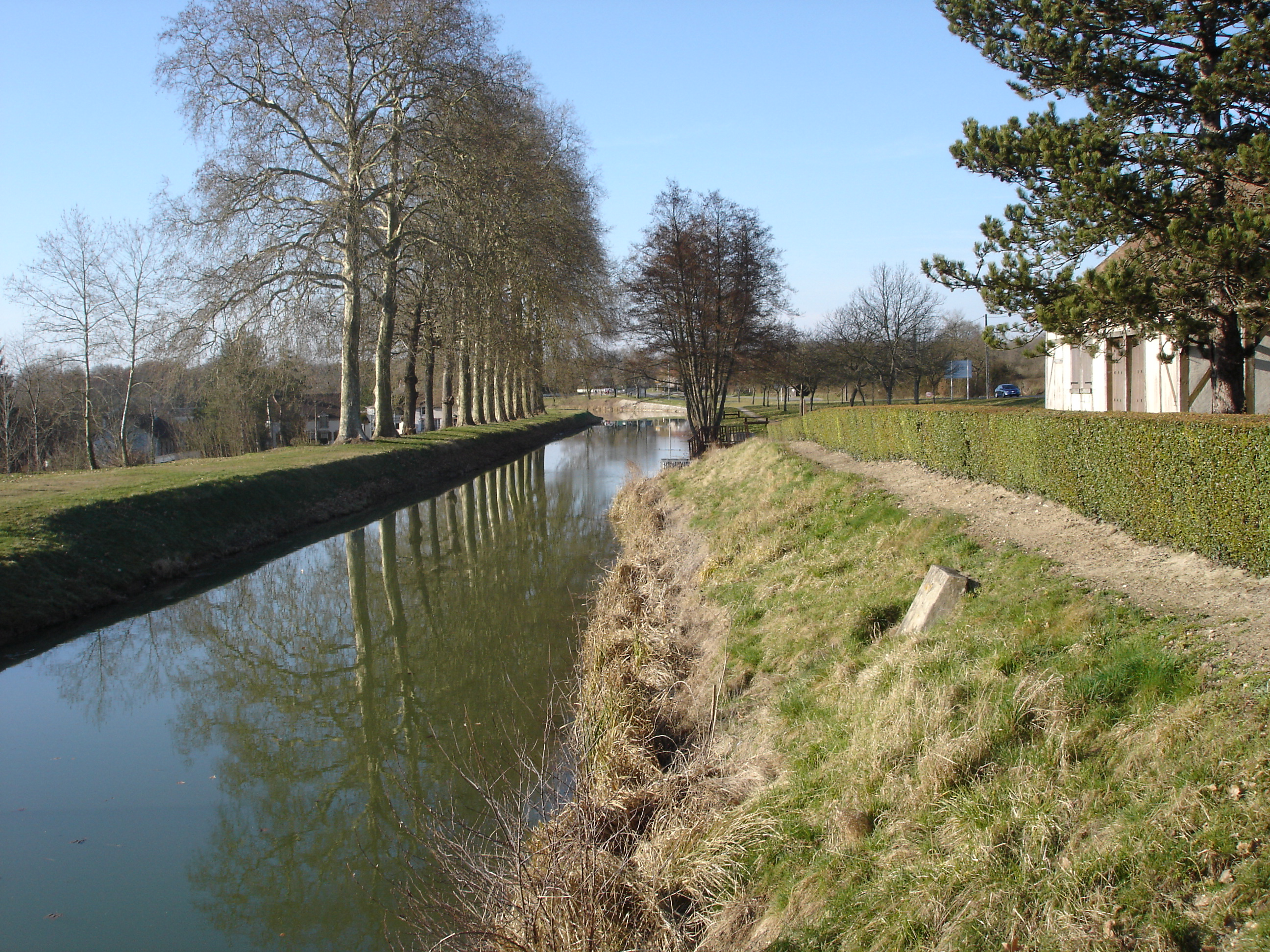
Der Kanal in Argent-sur-Sauldre

Der Canal de la Sauldre (auch: Canal de Sologne) ist ein alter französischer Schifffahrtskanal, in der Landschaft Sologne, der heute in den Départements Cher und Loir-et-Cher verläuft. Er wurde in den Jahren 1848–1869 errichtet und 1885 noch geringfügig verlängert. Die Schifffahrt auf ihm ist eingestellt. 

## Geografischer Verlauf
Er verläuft vom Ort La Sablonnière im Gemeindegebiet von Blancafort Richtung Westen, passiert die Stadt Argent-sur-Sauldre und endet nach 47 Kilometern in Lamotte-Beuvron. Auf diesem Wege verbindet er das Tal der Sauldre mit dem des Beuvron. Der Kanal ist völlig isoliert und weist keinerlei Verbindung zu anderen Schifffahrtswegen auf. 

Verschiedene Projekte, wie
- eine Verbindung mit dem Canal de Berry,
- eine Verbindung mit der Loire (bei Sully-sur-Loire), oder
- eine Verbindung mit dem Loire-Seitenkanal (bei Châtillon-sur-Loire)

konnten aus finanziellen Gründen nicht realisiert werden.

### Koordinaten
- Ausgangspunkt des Kanals: 47° 31′ 18″ N, 2° 32′ 45″ OKoordinaten: 47° 31′ 18″ N, 2° 32′ 45″ O
- Endpunkt des Kanals: 47° 35′ 53″ N, 2° 1′ 23″ O

## Technische Charakteristik
Der Kanal verfügt über 22 Schleusen und ist vom Typ her als Verbindungskanal einzuordnen. Er überwindet eine Höhendifferenz von 63 Metern. Zur besseren Wasserversorgung wurde das Wasserreservoir von Puits angelegt. Der Kanal wurde in Anlehnung an den benachbarten Canal de Berry lediglich für das Schiffsmaß Gabarit Dutens ausgebaut, das nach dem Erbauer Joseph-Michel Dutens des Canal de Berry benannt wurde. Der Kanal weist eine durchschnittliche Breite von 7,70 Metern auf, die Schleusen haben eine Dimension von 30 × 2,70 Metern. Hier konnte nur ein ganz spezieller Schiffstyp verkehren, die Flûte Berrichonne. Diese hatte eine Abmessung von maximal 27,50 × 2,60 Metern, konnte eine Last von 60 Tonnen aufnehmen und war von den englischen Narrowboats inspiriert.

## Wirtschaftliche Entwicklung
Der Canal de la Sauldre ist mit der Zielsetzung erbaut worden, die Landwirtschaft in der Sologne zu verbessern. Er sollte es ermöglichen, dem sauren, unfruchtbaren Boden dieses Gebietes große Mengen an Mergel, der rund um Blancafort abgebaut wurde, zuzuführen und damit die landwirtschaftlichen Erträge zu steigern. In den Jahren nach seiner Fertigstellung wurde der Kanal intensiv genutzt (644 Mergel-Transporte im Jahr 1874), aber in Wirklichkeit kam er zu spät. Die Konkurrenz der Eisenbahn war dabei nicht das Hauptproblem, sondern die Tatsache, dass mit der Entwicklung des Kunstdüngers durch die chemische Industrie die Technik des Kalkens, durch Verwendung von Mergel, an Bedeutung verlor. Da die Transportleistung immer mehr abnahm, wurde der Kanal 1926 aus der Liste der schiffbaren Gewässer Frankreichs gestrichen und 1995 vom Staat an die Gebietskörperschaften verkauft. Heute sucht das Syndicat Mixte pour l'Aménagement et le Développement de la Sologne (SMADS) nach neuen Nutzungsmöglichkeiten im Freizeit- und Tourismusbereich.